# Lomaita darlingtoni
Lomaita darlingtoni är en spindelart som beskrevs av Bryant 1948. Lomaita darlingtoni ingår i släktet Lomaita och familjen täckvävarspindlar. Inga underarter finns listade i Catalogue of Life.